# Chandra Wilson
Chandra Wilson (Houston, Texas, 1969. augusztus 27. –) amerikai színésznő. 
Leginkább A Grace klinika című kórházi drámasorozatból ismert: 2005 óta alakítja Dr. Miranda Baileyt, a szereplő megformálásáért négyszer jelölték Primetime Emmy-díjra. Ugyanebben a szerepben feltűnt a Doktor Addison és a 19-es körzet című sorozatokban is.

## Élete és pályafutása
Wilson Houstonban, Texasban született. Ötévesen kezdte el a színészi karrierjét, először színpadon. Később drámaszakon diplomázott az egyetemen. Vendégszereplésekkel folytatta színészi pályáját, többek között olyan sorozatokban tűnt fel, mint a Szex és New York vagy a Maffiózók. 
A televíziózás mellett színpadi szerepeket is vállalt. Ő játszotta Bona Willist a The Good Times Are Killing Me című darabban, illetve a Tony-díjas Caroline, or Change című előadásban is szerepelt. A sikert és ismertséget A Grace klinika és annak Dr. Miranda Bailey nevű szereplője révén érte el: a nyers modorú és talpraesett doktornő megformálásáért 2006 és 2009 között női mellékszereplőként négyszer jelölték Primetime Emmy-díjra. 2009-ben az Accidental Friendship című tévéfilmmel kapta meg ötödik jelölését, ezúttal főszereplőként. A Grace klinika egy további Screen Actors Guild-díjat is hozott számára.

## Magánélete
Élettársi kapcsolatban él, három gyermeke született.

## Filmográfia

### Film
| Év   | Magyar cím                            | Eredeti cím          | Szerep                          | Magyar hang |
| ---- | ------------------------------------- | -------------------- | ------------------------------- | ----------- |
| 1993 | Philadelphia – Az érinthetetlen       | Philadelphia         | Chandra                         |             |
| 1996 | Lone Star – Ahol a legendák születnek | Lone Star            | Athena                          | Kiss Eszter |
| 2003 | Államfőnök                            | Head of State        | Jaime (stáblistán nem szerepel) |             |
| 2005 | Öregdiák nem vén diák                 | Strangers with Candy | rab                             |             |
| 2008 |                                       | A Single Woman       | Coretta Scott King (hangja)     |             |
| 2010 | Frankie és Alice                      | Frankie and Alice    | Maxine                          | Köves Dóra  |
| 2018 |                                       | Christmas Harmony    | Karen                           |             |

### Televízió
| Év        | Magyar cím                               | Eredeti cím                       | Szerep                                            | Megjegyzések                                                      |
| --------- | ---------------------------------------- | --------------------------------- | ------------------------------------------------- | ----------------------------------------------------------------- |
| 1989      | Cosby                                    | The Cosby Show                    | Dina                                              | 1 epizód                                                          |
| 1992      |                                          | CBS Schoolbreak Special           | Gloria                                            | 1 epizód                                                          |
| 1992      | Esküdt ellenségek                        | Law & Order                       | Serena Price                                      | 1 epizód                                                          |
| 2000      |                                          | Cosby                             | ismeretlen szerep                                 | 1 epizód                                                          |
| 2001      | Harmadik műszak                          | Third Watch                       | önkéntes                                          | 1 epizód                                                          |
| 2001      |                                          | 100 Centre Street                 | ismeretlen szerep                                 | 1 epizód                                                          |
| 2001      |                                          | Bob Patterson                     | Claudia                                           | 4 epizód                                                          |
| 2002      | Szex és New York                         | Sex and the City                  | rendőrnő                                          | 1 epizód                                                          |
| 2002–2005 | Esküdt ellenségek: Különleges ügyosztály | Law & Order: Special Victims Unit | Jenkins nővér / Rachel Sorannis                   | 2 epizód                                                          |
| 2003      | Bírósági mesék                           | Queens Supreme                    | Dolores                                           | 1 epizód                                                          |
| 2004      | Maffiózók                                | The Sopranos                      | Evelyn Greenwood                                  | 1 epizód                                                          |
| 2005–     | A Grace klinika                          | Grey's Anatomy                    | Dr. Miranda Bailey                                | - főszereplő - rendező (23 epizód) - magyar hangja: - Náray Erika |
| 2008      |                                          | Accidental Friendship             | Yvonne                                            | tévéfilm                                                          |
| 2009      | Doktor Addison                           | Private Practice                  | Dr. Miranda Bailey                                | 2 epizód                                                          |
| 2014–2019 |                                          | General Hospital                  | Tina Estrada / Dr. Linda Massey / Sydney Val Jean | 3 epizód                                                          |
| 2015      | Botrány                                  | Scandal                           | nem szerepel                                      | rendező (1 epizód)                                                |
| 2015–2017 |                                          | The Fosters                       | nem szerepel                                      | rendező (3 epizód)                                                |
| 2018–2024 | 19-es körzet                             | Station 19                        | Dr. Miranda Bailey                                | - visszatérő szereplő (26 epizód) - magyar hangja: - Náray Erika  |
| 2019–2022 |                                          | Good Trouble                      | nem szerepel                                      | rendező (2 epizód)                                                |
| 2021      |                                          | Celebrity Wheel of Fortune        | önmaga                                            | 1 epizód                                                          |

## Színházi szerepek
- The Good Times are Killing Me
- The Miracle Worker
- Paper Moon: the Musical
- The Family of Mann
- Believing
- Little Shop of Horrors

Broadway
- Chicago (2009)
- Caroline, or Change (2004)
- Avenue Q (2003)
- On The Town (1998)

## Fordítás
- Ez a szócikk részben vagy egészben  a   Chandra Wilson című angol Wikipédia-szócikk ezen változatának fordításán alapul.  Az eredeti cikk szerkesztőit annak laptörténete sorolja fel. Ez a jelzés csupán a megfogalmazás eredetét és a szerzői jogokat jelzi, nem szolgál a cikkben szereplő információk forrásmegjelöléseként.